# Transporte en Santander (España)
Santander es una ciudad de España, capital de la comunidad autónoma de Cantabria. Posee una población de 171 951 habitantes (INE 2017), cifra que se incrementa en el verano debido al turismo. Su configuración geográfica, orografía y posiblemente una mala planificación del espacio, ha impedido el desarrollo de la urbanización de la ciudad así como del transporte en la misma, pues si bien las comunicaciones longitudinales son fáciles, las transversales son muy dificultosas.
Actualmente el principal medio de transporte público en la ciudad es el autobús, con una de las medias más altas de utilización por habitante del país.

## Autobuses urbanos

### Transporte urbano de Santander
El servicio municipal de transporte urbano actualmente consiste actualmente en 21 líneas diurnas y 3 líneas nocturnas de autobuses que recorren la ciudad uniendo la periferia con el centro de Santander. Está gestionado por la empresa municipal Transportes Urbanos de Santander (TUS), hasta el 2006 denominada SMTU (Servicio Municipal de Transportes Urbanos). El precio del billete sencillo es de 1,30 € (2025), y diversos títulos de transporte destinados a estudiantes, familia numerosa, tercera edad, etc.
Existe una tarjeta monedero y una tarjeta sin contacto que actúa como bono recargable haciendo que cada viaje cueste unos 0,66 € por viaje (2025), permitiendo el transbordo entre líneas dentro de la siguiente hora a la primera validación y no pudiendo volver a coger ninguna de las líneas en las que ya se haya realizado transbordo. Desde el 1 de enero del 2023, se reduce en un 50 % el coste del bono recargable (0,33 €), tarjeta joven trimestral (25,50 €) y la tarjeta de personas con discapacidad entre el 33 %y el 66 % (8,50 €). Puede utilizarse en las mismas condiciones la tarjeta sin contacto de Transporte de Cantabria..
Este servicio municipal es realizado por medios de la empresa municipal TUS (líneas de la 1 a la 16, E2, SE y el servicio especial para personas con movilidad reducida) y las líneas 17, 18, 24C1, 24C2, N1, N2, N3 y servicios especiales son proporcionados mediante autobuses y conductores de la empresa privada Turytrans, propiedad de ALSA, aunque los autobuses de Astibus tienen la misma pintura que los del TUS, pero, aun así, los conductores de estos, visten el uniforme de ALSA.
El Servicio Municipal de Transporte Urbano (SMTU) fue nombrada "Empresa del año 2006", premio nacional que anualmente otorga la revista "Autobuses&Autocares" únicamente al transporte urbano de una ciudad.[cita requerida]
La flota de autobuses urbanos de Santander destaca por ser la de media de edad más baja de todas las ciudades de España.[cita requerida]
Su flota está constituida por 86 autobuses pertenecientes a TUS: 7 Mercedes-Benz O530 Citaro con mejoras (71-78) 21 Man A21 Lion's City NL263 (79-110), 1 Man Unvi para discapacitados (113), 12 Volvo Hybrid 7900 (115-126), 5 Mercedes-Benz Citaro C2G Euro VI articulados (127-131), 16 Mercedes-Benz Citaro Euro VI Hybrid (132-137)(141-146)(149-154), 3 minibuses Mercedes-Benz Sprinter 45 (138, 139 y 140), 2 autobuses eléctricos BYD (147 y 148) 2 autobuses eléctricos King Long (155 y 156). La flota de Turytrans (ALSA) que realiza servicio en Santander está compuesta por Mercedes-Benz Citaro Euro VI, siendo la mayoría Hybrid (3618, 3619, 4610, 4876, 4877, 10542, 10637, 11261 y 11262).
| Línea | Itinerario |
| ----- | --- |
| LC    | Intercambiador Valdecilla - Intercambiador Sardinero (por el túnel de Puertochico). |
| 1     | Parque Tecnológico de Cantabria (laborables) o Adarzo (fines de semana y festivos) - José María González Trevilla 14 (Valdenoja) (por Reina Victoria). |
| 2     | Corbán - Consuelo Bergés (Valdenoja) (por Reina Victoria). |
| 3     | Ojaiz- Valdecilla- Puertochico - Universidades (Laborables en horas punta) (por el túnel de Puertochico), Intercambiador del Sardinero (fines de semana) (por Reina Victoria). Resto de horarios hasta paseo de Pereda 35.                                                                                    |
| 4     | Barrio Pesquero- Intercambiador Sardinero-Universidad (laborables en invierno en hora punta). Siempre por Reina Victoria. |
| 5C1   | Alto de Miranda (laborables de invierno) o plaza Italia (fines de semana, festivos y laborables de verano)- Menéndez Pelayo - Santa Lucía - Plaza de los Remedios- C. A. Vega -General Davila - Miranda/P. Italia                                                                                             |
| 5C2   | Alto de Miranda (laborables de invierno) o plaza Italia (fines de semana, festivos y laborables de verano) - General Dávila - Hospital Valdecilla - P. Pereda - Menéndez Pelayo - Miranda/P. Italia |
| 6C1   | Complejo deportivo -Avda. Deporte- Repuente - Avda. Cantabria- Int. Sardinero - Túnel Puertochico - San Fernando- C.A. Vega- General Dávila - Herrera Oria- Complejo deportivo |
| 6C2   | Complejo deportivo - Herrera Oria - General Dávila - C.A Vega- San Fernando- Túnel Puertochico- Los Agustinos- Avda. Cantabria -Repuente- Avda. Deporte- Complejo deportivo (por avenida Cantabria y túnel de Puertochico).                                                                                   |
| 7C1   | Luis Quintanilla Isasi- Manuel Llano- Avda. Los Castros-Reina Victoria-Paseo de Pereda-Valdecilla- Manuel Llano -Luis Quintanilla Isasi. |
| 7C2   | Luis Quintanilla Isasi- Valdecilla-Paseo de Pereda- túnel de Puertochico (mañanas laborables) o Reina Victoria (resto de horarios)- Avda. de los Castros- Manuel Llano- Luis Quintanilla Isasi. |
| 11    | Intercambiador de Valdecilla - Plaza Italia por C/ Alta (por Canalejas, sentido Plaza de Italia o por Barrio Camino y Tetuán, sentido Intercambiador Avda. Valdecilla). |
| 12    | Carrefour Peñacastillo- Nuevo Parque- Sector 2- Nueva Montaña - S-10- Jerónimo Sáinz de la Maza- San Fernando- Canalejas- Pérez Galdós- Reina Victoria -San Fernando- Jerónimo Sáinz de la Maza- Avda. Parayas- Nueva Montaña- Sector 2 -Carrefour Peñacastillo.                                              |
| 13    | Lluja- Valdecilla - Reina Victoria - Cueto. |
| 14    | Estación de autobuses - C/ Castilla - Valdecilla - G. Dávila - Camilo Alonso Vega - Marqué de la Hermida -Estación de autobuses. Prolongación hasta Los Peligros en verano. |
| 15    | Camping Mataleñas - Reina Victoria - Estaciones (Solo julio y agosto). |
| 16    | Plaza Remedios- G. Davila - Plaza Remedios (laborables y sábados) Línea microbús. |
| 17.1  | Corban/Ciriego (por Avda. del Deporte) - Estaciones. |
| 17.2  | Corban/Ciriego (Por barrio La Gloria) - Estaciones. Prolongación a la Virgen del Mar en fines de semana de verano. |
| 18.1  | Monte - Puertochico (Por Corbanera). Los domingos y festivos funciona con un recorrido algo diferente en sentido Puertochico en la zona de Monte, ya que abarca algunas paradas de la 18.2. |
| 18.2  | Monte - Puertochico(Por El Castillo). Sin servicio los domingos y festivos |
| 24C1  | Parque Tecnológico de Cantabria -Avenida del Deporte- Barrio la Torre- Ernest Lluch - Avenida Cantabria - Reina Victoria (en verano) o túnel de Puertochico (en invierno) - Estaciones - Avenida Parayas - Peñacastillo - Camarreal - Parque Tecnológico de Cantabria. Sin servicio los domingos en invierno. |
| 24C2  | Parque Tecnológico de Cantabria - Camarreal - Peñacastillo - S-10 - Estaciones - Reina Victoria (en verano) o túnel de Puertochico (en invierno) - Avenida Cantabria - Ernest Lluch - Barrio la Torre -Avenida del Deporte - Parque Tecnológico de Cantabria. Sin servicio domingos y festivos de invierno.   |
| SE    | Int. Avda. Valdecilla- Campón- B. San Joaquín- Ojaiz- Camarreal- C.S. La Montaña. Servicio lunes a viernes. De prueba durante seis meses, por eso no tiene número. |
| N1    | Corban- Alisal- Reina Victoria- Valdenoja - Barrio la Torre(nocturno) (noche del viernes al sábado y del sábado al domingo en invierno, todos los días en verano). |
| N2    | Corban - Complejo deportivo (nocturno) (noche del viernes al sábado y del sábado al domingo en invierno, todos los días en verano). |
| N3    | Fco Tomas y Valiente- Bº Pesquero- Pza Italia -Ojaiz- Peñacastillo (nocturno) (noche del viernes al sábado y del sábado al domingo en invierno, todos los días en verano). |
| E1    | Intercambiador Valdecilla - Reina Victoria - Intercambiador Sardinero. Única salida sobre las 5:00 de la mañana. |
| E2    | Estaciones - Rectorado (Laborables) Desde el Rectorado hacia las Estaciones por el túnel del Centro Botín. Línea intermodal. Se puede comprar un billete combinado con RENFE cercanías, que solo se puede utilizar en esta línea.                                                                             |
| E3    | Miranda - Institutos Peñacastillo (días lectivos escolares en Cantabria). |
| E4    | Plaza San Martín - Institutos Peñacastillo (días lectivos escolares en Cantabria). |
| ♿    | Servicio especial para personas con movilidad reducida. |

El invierno del TUS empieza el 1 de septiembre y termina el 30 de junio, mientras que el verano empieza el 1 de julio y termina el 31 de agosto.

### ALSA
La empresa ALSA, a través de su filial Turytrans, opera las líneas que conectan la estación de autobuses de Santander con núcleos extramunicipales.
En la siguiente tabla se muestran dichas líneas:
| Línea | Itinerario                                                                          |
| ----- | ----------------------------------------------------------------------------------- |
| S-1   | Santander - Muriedas - Maliaño - Astillero (por Hospital Valdecilla).               |
| S-2   | Santander - Maliaño - Sierra Parayas.                                               |
| S-3   | Santander - Centros comerciales - Maliaño - Astillero.                              |
| S-4   | Santander - Aeropuerto.                                                             |
| S-5   | Santander - Cacicedo - Igollo - Maoño.                                              |
| S-6   | Santander - Revilla - Escobedo.                                                     |
| S-7   | Santander - La Albericia - San Román - Corbán - Sancibrián - Liencres.              |
| S-8   | Santander - San Román - Corbán - Soto de la Marina - Liencres.                      |
| S-9   | Santander - San Román - Sancibrian - Liencres - Mompia.                             |
| B1    | Santander - Maliaño - Astillero (NOCTURNO) (viernes y sábados durante todo el año). |
| B2    | Santander - Liencres (NOCTURNO) (viernes y sábados durante todo el año).            |

La empresa Turytrans también gestiona los servicios de transporte urbano de los municipios de Camargo, Astillero, Bezana, Laredo y Castro Urdiales, así como los autobuses interurbanos con Torrelavega o Reinosa.

## Autobuses nacionales - internacionales
Por otra parte, de la estación de autobuses de Santander parten autocares hacia los destinos más importantes de España y en especial del norte del país. A continuación se muestra una lista con los destinos nacionales e internacionales más relevantes:
- Nacionales: Avilés, Alicante, Barcelona, Bilbao, Burgos, Cáceres, Cartagena, La Coruña, Elche, Gijón, Irún, León, Logroño, Lugo, Madrid, Mérida, Murcia, Oviedo, Palencia, Pamplona, Pontevedra, Salamanca, Santiago, San Sebastián, Sevilla, Tarragona, Teruel, Valencia, Valladolid, Vigo, Vitoria, Zaragoza.
- Internacionales: Bruselas, Burdeos, Ginebra, Lyon, París, Zúrich.

## Taxis
El servicio de taxis está compuesto por 230 vehículos que abarcan la totalidad del término municipal.
- Radio-Taxi Santander 942 33 33 33 www.radiotaxisantander.es

- Tele-Taxi Santander 942 34 34 34

- TaxiSantander - www.taxisantander.com (enlace roto disponible en Internet Archive; véase el historial, la primera versión y la última).

- Taxi Aeropuerto Santander Taxi Aeropuerto Santander

## Ferrocarril

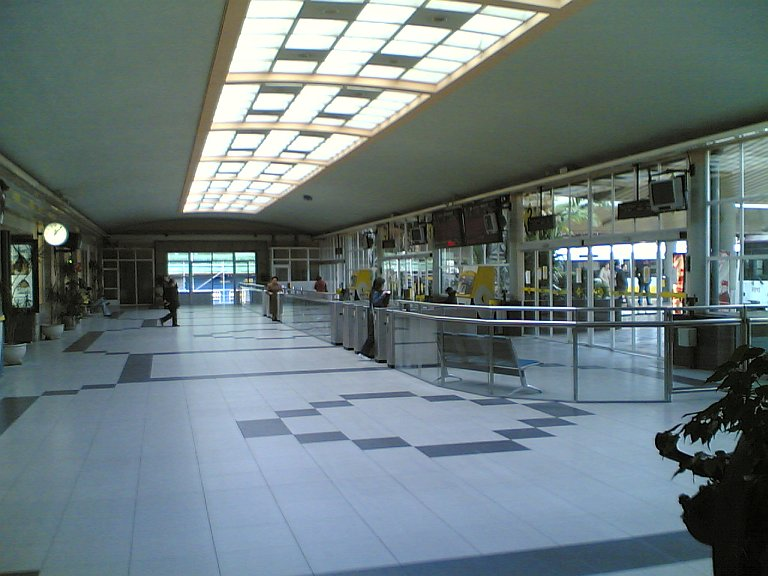
Estación de ferrocarril de FEVE en Santander.

La ciudad de Santander posee dos estaciones principales de ferrocarril situadas en la plaza de las Estaciones: una para los servicios de ancho ibérico y otra para los servicios de ancho métrico, operados por Renfe Cercanías AM. A unos metros de ambas se encuentra la estación de autobuses y parada de taxis. También existen las estaciones de Valdecilla (una para la línea C-1 de ancho ibérico y otra para las líneas C-2 y C-3 de ancho métrico). Además existen las estaciones de Cazoña y Adarzo, ambas de la línea C-2 y la estación de Nueva Montaña, para las líneas C-1 y C-2.
Desde las dos primeras parten los siguientes servicios:
Cercanías
- C1 Santander-Reinosa
- C2 Santander-Torrelavega - Cabezón de la Sal
- C3 Santander - Solares - Liérganes

Regional, Media y Larga distancia
- Santander - Bilbao
- Santander - Oviedo
- Bilbao - La Robla

- Alvia: a Palencia, Valladolid, Segovia, Madrid, Cuenca, Albacete y Alicante.
- Regional: a Palencia y Valladolid
- Regional Exprés: a Palencia y Valladolid.

## Carreteras

### Red de Carreteras del Estado

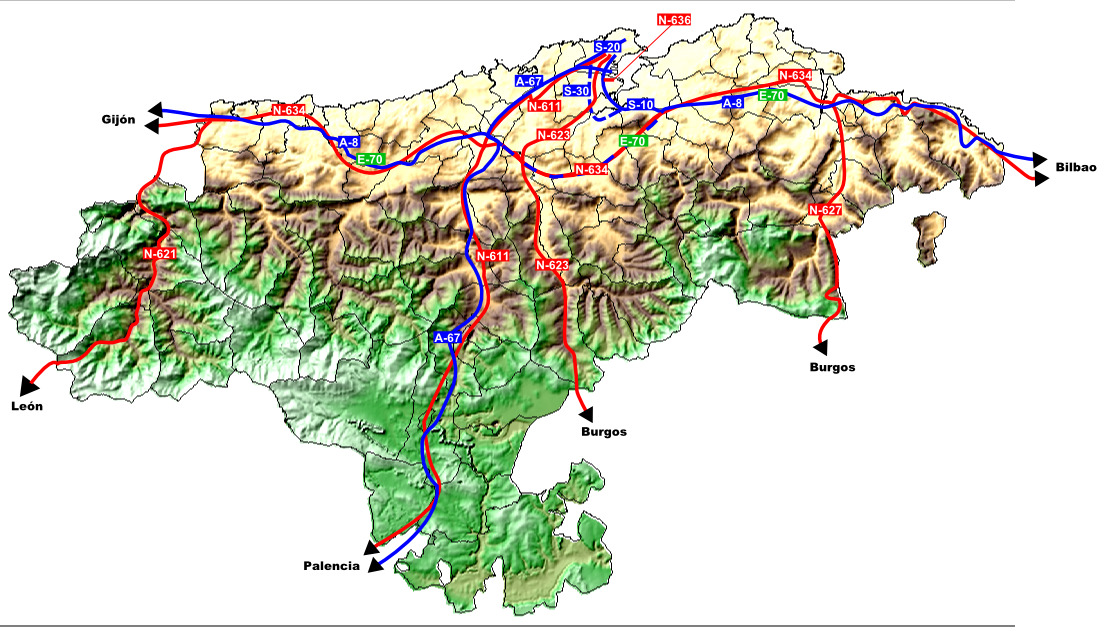
Red de Carreteras del Estado en Cantabria.
Carreteras nacionales
Autopistas y autovías

Las autovías que comunican la ciudad son las siguientes:
| Identificador | Itinerario                                          |
| ------------- | --------------------------------------------------- |
| A-67          | Santander (Puerto de Raos) - Torrelavega - Palencia |
| S-10          | Acceso sur a Santander (C/Castilla)                 |
| S-20          | Acceso oeste a Santander (El Sardinero)             |
| S-30          | Ronda de la bahía de Santander (Peñacastillo)       |
| N-611         | Santander - Torrelavega - Palencia                  |
| N-623         | Santander - Burgos                                  |

### Red de Carreteras de Cantabria
Además, las siguientes carreteras comunican la ciudad con los pueblos vecinos.
| Identificador | Itinerario                                      |
| ------------- | ----------------------------------------------- |
| CA-130        | Santander - Peñacastillo                        |
| CA-231        | Santander (Corbán) - Liencres - Boo de Piélagos |

## Aeropuerto de Santander

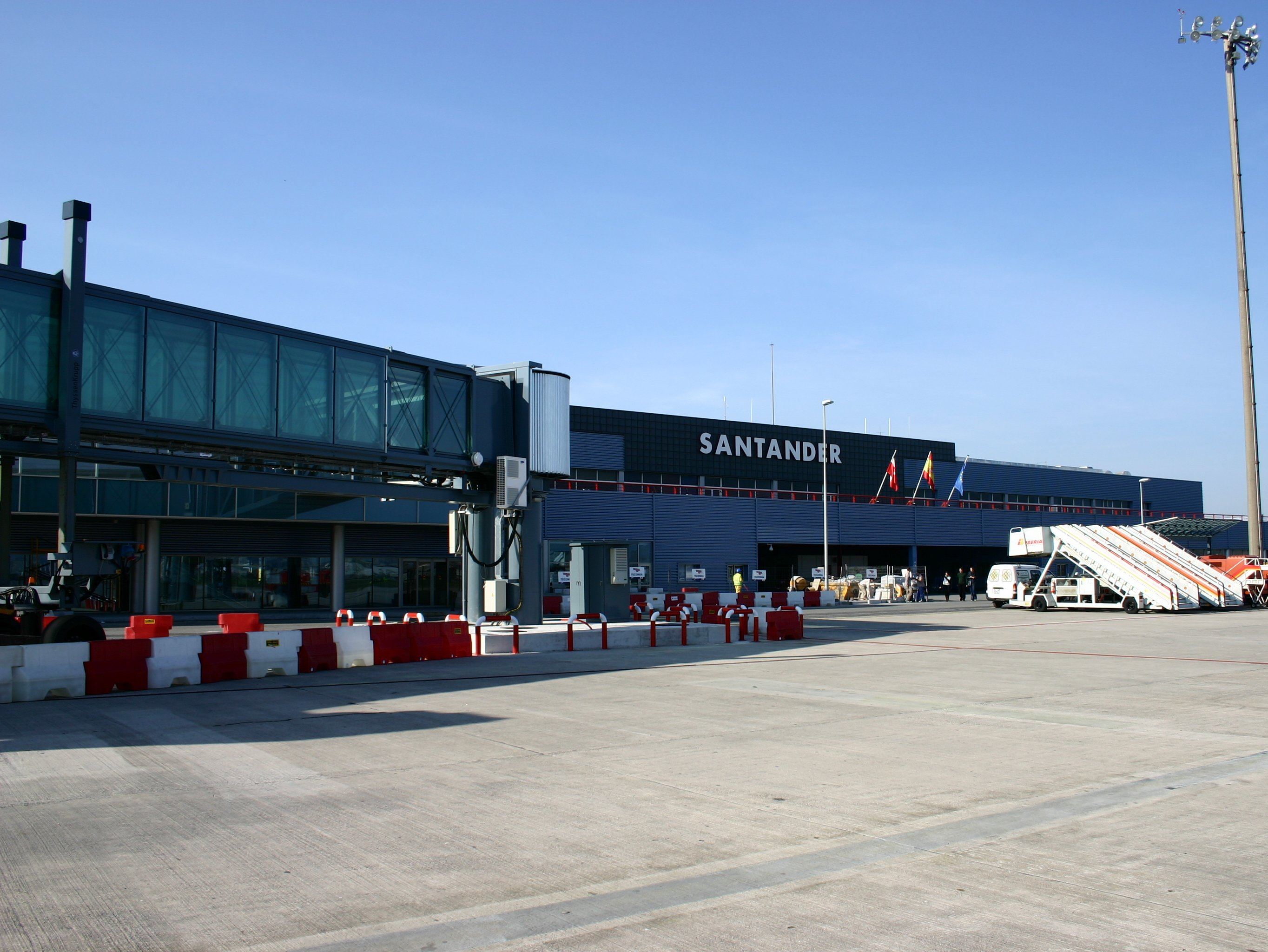
Aeropuerto Seve Ballesteros-Santander, ubicado en el municipio de Camargo.

El Aeropuerto Seve Ballesteros-Santander (IATA: SDR, ICAO: LEXJ) está situado en el municipio de Camargo, a 5 kilómetros de la ciudad. Inició su servicio en 1977 y actualmente está gestionado por AENA.
El aeropuerto está comunicado con la ciudad mediante un servicio de autobús suburbano directo (línea S4) que parte de la plaza de las Estaciones cada cuarenta minutos, además de taxi.

## Marítimo

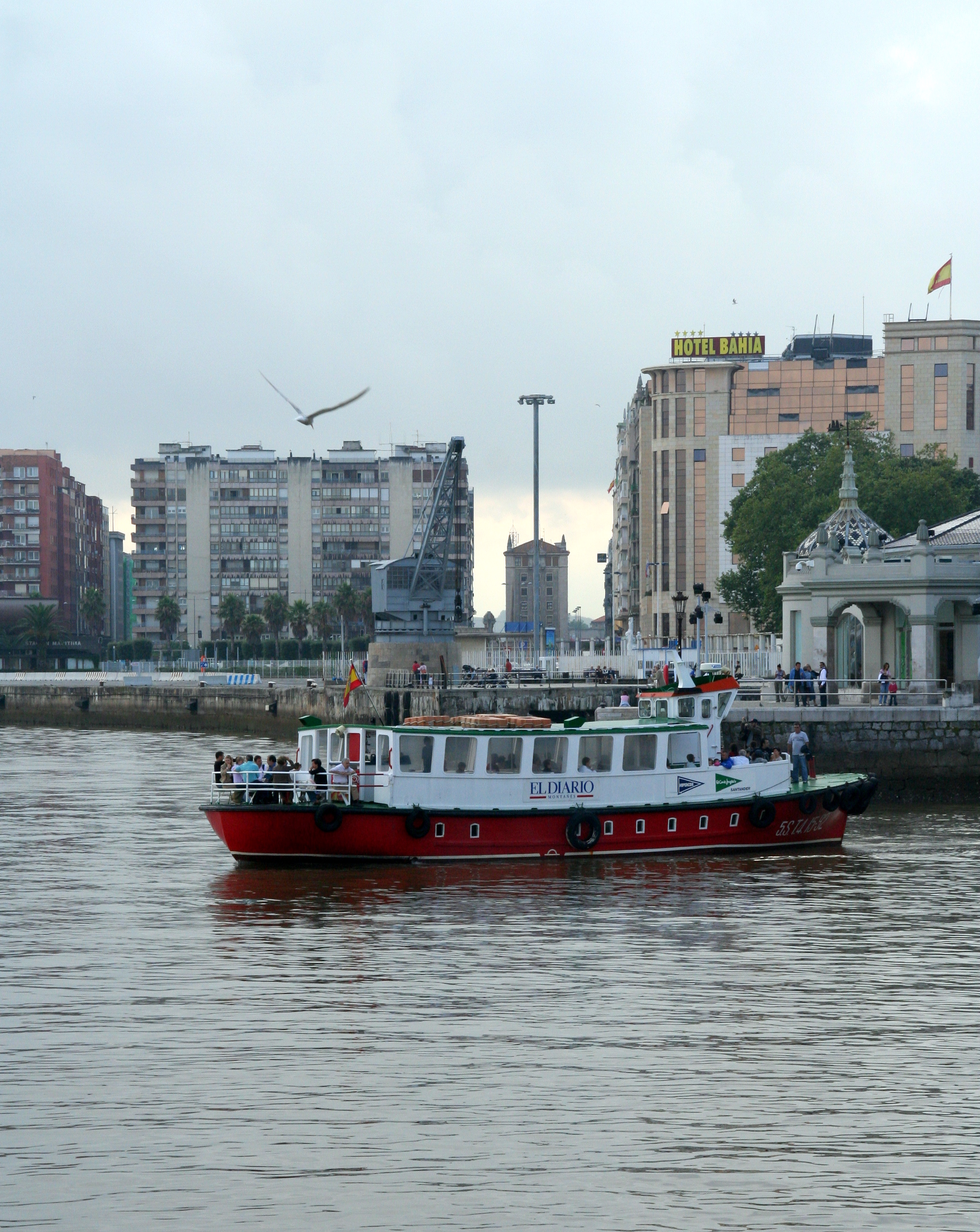
Lancha de Los Reginas atracando en el embarcadero de El Palacete.

- Ferry Santander - Plymouth. Normalmente realiza la travesía el ferry más grande de la compañía, el Pont-Aven, siendo sustituido en las épocas de menor movimiento por el Bretagne. Por lo general el servicio funciona de marzo a noviembre con dos escalas a la semana, además en Navidad se suelen programar minicruceros en Nochebuena y Nochevieja.
- Ferry Santander-Poole. Este servicio comenzó en diciembre de 2007 para facilitar a los transportistas un rápido acceso entre Inglaterra y España. Se trata del ferry Cotentin, diseñado especialmente para ese tipo de viajes con una capacidad de 120 camiones y con todas las comodidades para los conductores. Este servicio funciona todos los domingos. En el futuro, si los resultados son positivos, se piensa en ampliar el servicio e incluso en la apertura de nuevas rutas de este tipo enmarcadas en la creación de las llamadas autopistas del mar.
- Servicio regular de lanchas Santander - Pedreña - Somo (Los Reginas).

## Compartir coche
Desde 2006 la ciudad de Santander está integrada en la red compartir.org de municipios que apuestan por un transporte alternativo: la compartición del automóvil. Este proyecto consiste en facilitar el encuentro de personas que están interesadas en compartir un vehículo privado para realizar un trayecto, ya sea diario o discrecional. Con esto se reduce la contaminación y el tráfico y se crea una alternativa de transporte.

## Bicicleta
El Ayuntamiento de Santander dispone de un servicio de préstamo bicicletas con unos 16 puntos de recogida y préstamo.
El precio del servicio varía según el tipo de abono que se escoja, siendo estos los siguientes:
- Abono anual, que permite el uso de bicicletas durante un año. Su coste es de 10 € anuales, permitiendo el uso de la bicicleta gratis durante la primera hora y cobrándose a 0,30 € cada hora adicional.
- Abono semanal, que permite el uso de bicicletas durante una semana. Su coste es de 5 €. Permite la primera hora de uso de la bicicleta gratis, cobrándose las siguientes horas a 0,50 €. En esta modalidad se retienen 150 € en concepto de fianza.
- Abono diario, permite el uso de bicicletas durante 1 día. Cuesta 1 € y la primera hora de uso es gratuita, y las horas siguientes son a un precio de 0,60 €. En esta modalidad se retienen 150 € en concepto de fianza.

Estos son los puntos de recogida y entrega de las bicicletas:
- Mercado de México
- Paseo de Pereda y San Fernando
- Paseo de la Alameda
- Correos y Castelar
- Paseo Pereda y San Martín
- Avda de la Reina Victoria y Castelar
- C/ de Joaquín Costa
- Jardines de Piquio
- Avda de los Castros
- C/ de Manuel García Lago
- Palacio de Deportes
- Avda de los Castros
- Glorieta de los Delfines
- Facultad de Ciencias
- Parque Las Llamas
- 2.ª playa del Sardinero

Este servicio, orientado al cicloturismo, está disponible actualmente todo el año y pretende ser una alternativa ecológica al desplazamiento en medios de locomoción contaminantes.
En los últimos años se han hecho nuevos carriles bici, siendo más bien vías para el recreo y turismo que para la facilitar y permitir el desplazamiento de la población, puesto que la gran parte de ellos están en la zona de El Sardinero.
La orografía sobre la que se asienta la ciudad, así como la escasez de infraestructuras para este medio de transporte, o una red consistente de carriles bicis, aparcamientos para bicicletas o Parks and Ride, y de medidas que incentiven y fomenten el uso de la bicicleta como medio de transporte dentro de la ciudad, hace que el ciclismo urbano como tal sea escaso al no existir una masa crítica de usuarios.
Entre los objetivos del Plan de Movilidad Sostenible de Santander está el incentivar el uso de este medio de transporte mediante nuevos itinerarios de carriles bici, además del uso del transporte colectivo, con el fin de reducir el uso del vehículo privado.